# Ernest Hamilton
Ernest Samuel Hamilton (Montreal, 17 april 1883 - Pointe-Claire, 19 december 1964) was een Canadees lacrossespeler. 
Met de Canadese ploeg won Hamilton de olympische gouden medaille in 1908.

## Resultaten
- 1908  Olympische Zomerspelen in Londen